# Mölnlycke

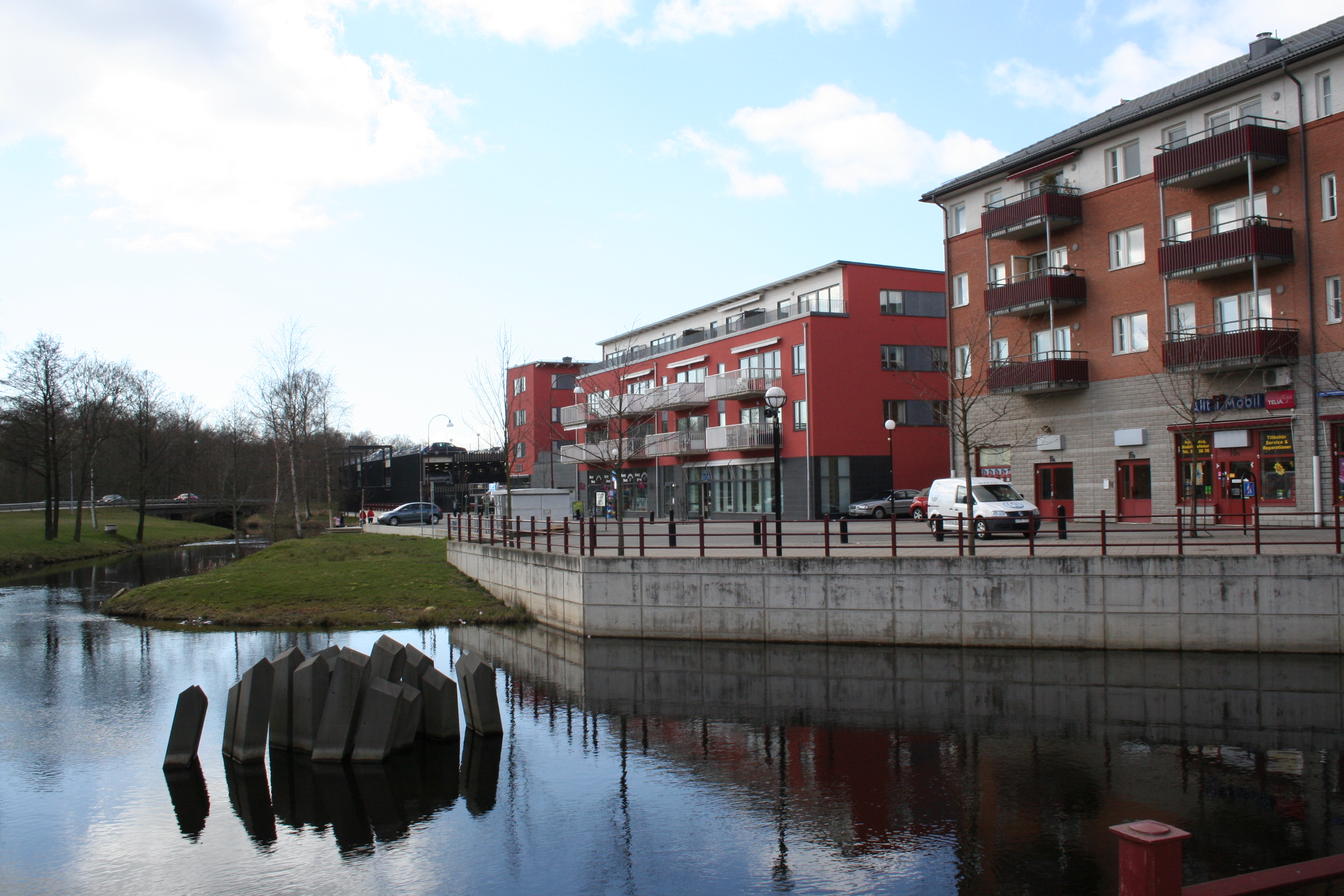
Mölnlycke

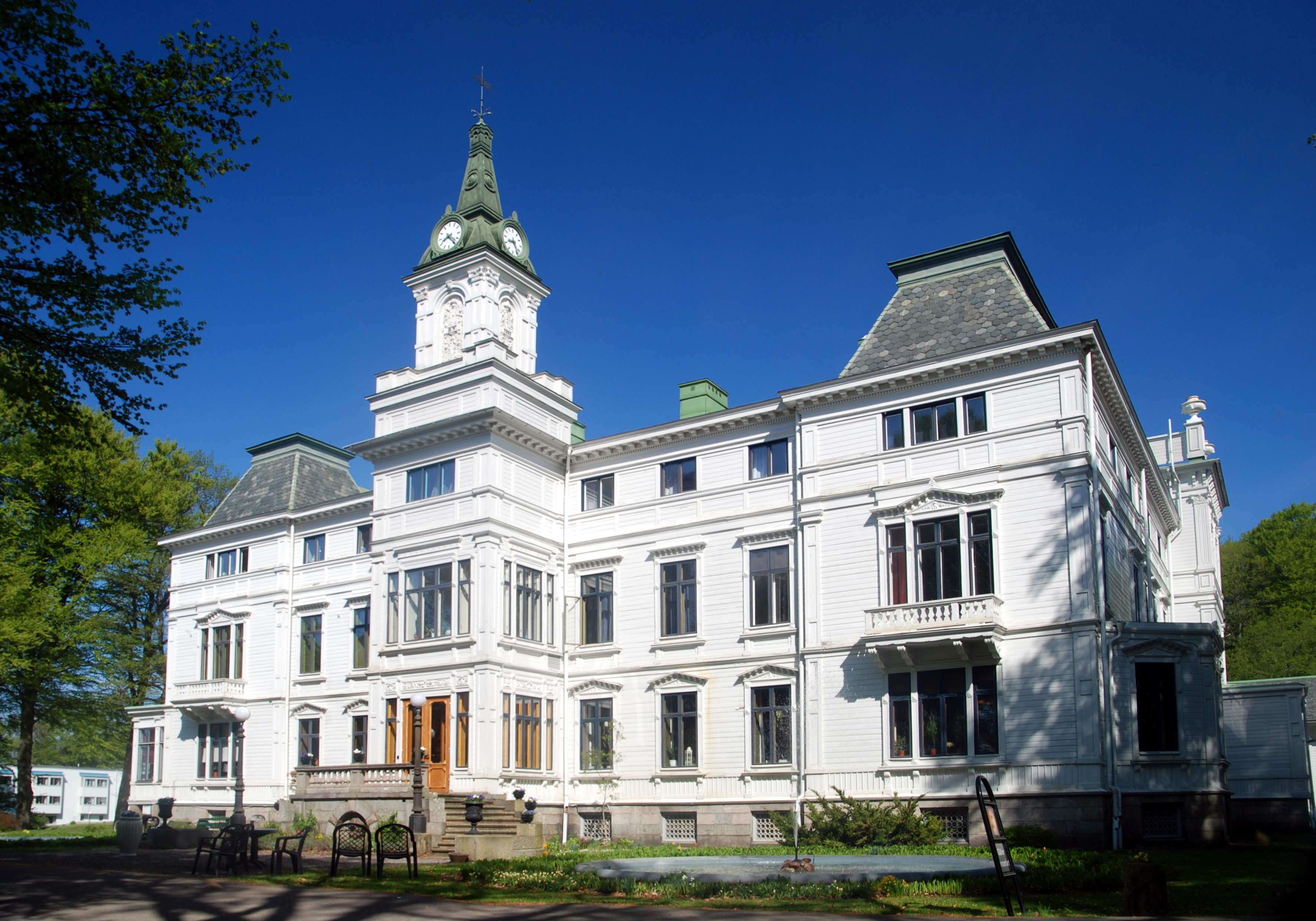
Wendelsbergs Folkhögskola

Mölnlycke és una ciutat del sud de Suècia amb una població de 15.289 el 2008 i localitzat a 57° 40′ N 12° 07′ E. La ciutat és la seu del municipi del Härryda amb uns 34.007.